# John Bodkin Adams
John Bodkin Adams (ur. 21 stycznia 1899 w Randalstown, zm. 4 lipca 1983 w Eastbourne) – brytyjski lekarz, podejrzewany o zabicie 163 pacjentów za pomocą trucizny podawanej doustnie lub w postaci zastrzyków.
Mieszkał i pracował w Eastbourne w hrabstwie East Sussex w Anglii. W chwili aresztowania, 19 grudnia 1956 roku, był najbogatszym lekarzem w Anglii – między innymi dlatego, że 132 spośród 163 jego pacjentów, którzy zmarli w niejasnych okolicznościach, ustanowiło go spadkobiercą części majątku.
Oskarżony o dwa zabójstwa, został w wyniku procesu uniewinniony. Wyrok sądu kwestionowano – zarzucano mu manipulowanie dowodami i utrudnianie pracy prokuratorowi. Życie i działalność Adamsa stały się przedmiotem dociekań opisanych w książkach i na taśmie filmowej.

## Wczesne lata
Adams urodził się w Randalstown w hrabstwie Antrim w Irlandii Północnej, w bardzo religijnej rodzinie należącej do protestanckiego zboru braci plymuckich, której członkiem pozostał przez całe swoje życie. Jego ojciec Samuel, z zawodu zegarmistrz, był kaznodzieją w miejscowym zborze. Jego pasją były samochody i zainteresował nimi również Johna. W 1896 roku w Randalstown 39-letni Samuel poślubił 30-letnią Ellen Bodkin. John był ich pierwszym synem, drugim - urodzony w 1903 roku William Samuel. W 1914 roku ojciec Adamsa umarł w wyniku udaru, a cztery lata później z powodu grypy hiszpanki William.
W wieku 17 lat Adams zdał egzamin wstępny na Queen's University, Belfast. Przez wykładowców był postrzegany jako kujon i "samotnik", częściowo z powodu choroby (prawdopodobnie gruźlicy) opuścił rok studiów, co spowodowało, że ukończył je bez wyróżnienia w 1921 roku.
W 1921 roku chirurg Arthur Rendle Short zaoferował mu posadę stażysty w szpitalu Bristol Royal Infirmary. Adams spędził tam rok, ale nie odnosił sukcesów. Za namową Shorta złożył podanie o pracę jako internista w Eastbourne.

## Eastbourne

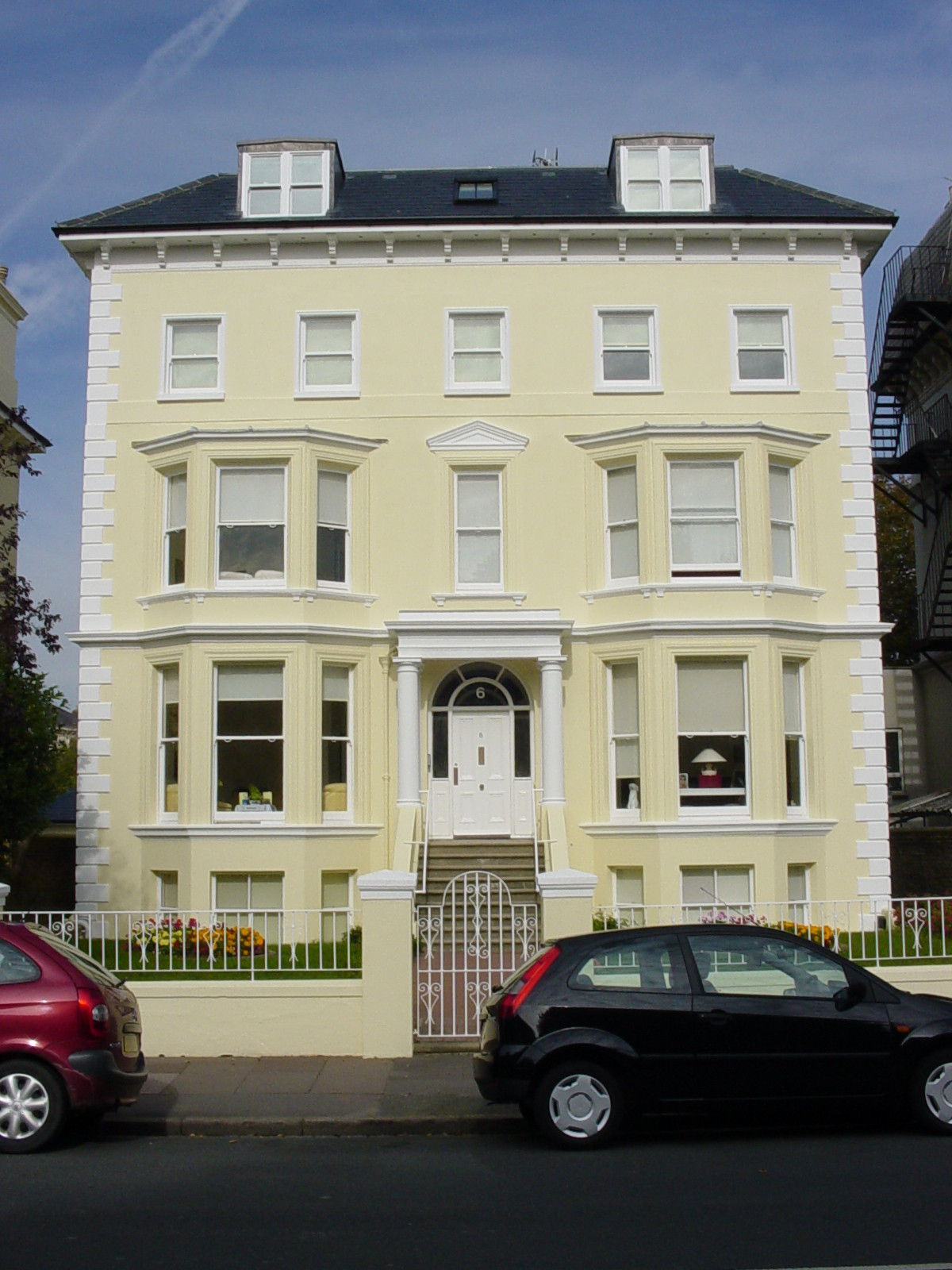
Kent Lodge, dom Adamsa od 1929 do 1983

Adams przyjechał do Eastbourne w 1922 roku i mieszkał tam ze swoją matką i kuzynką Florence Henry. W 1929 roku pożyczył od pacjenta Williama Mawhooda £2.000 i kupił Kent Lodge, dom z 18 pokojami w ekskluzywnej dzielnicy Trinity Trees. Adams często wpraszał się w porze obiadowej do rezydencji Mawhooda, a nawet przyprowadzał ze sobą matkę i kuzynkę. Zaczął również, bez pozwolenia, dopisywać rzeczy do jego rachunku w miejscowych sklepach. Pani Mawhood opisała później Adamsa policji jako "prawdziwego naciągacza". Kiedy pan Mawhood umarł w 1949 roku, Adams, mimo że nieproszony, odwiedził wdowę po nim i wziął z jej toaletki 22-karatowy złoty długopis, mówiąc, że chciał mieć coś, co należało do jej męża. Nigdy nie odwiedził jej ponownie.
Plotki dotyczące niekonwencjonalnych metod Adamsa zaczęły krążyć w połowie lat 30. XX wieku. W 1935 roku otrzymał pierwszą z wielu anonimowych pocztówek, jak sam przyznał w wywiadzie prasowym w 1957 roku. W 1935 Adams odziedziczył po pacjentce Matyldzie Whitton £7.385 (jej cały majątek wynosił £11.465). Testament został zakwestionowany przez jej krewnych, ale podtrzymany przez sąd.
Adams pozostał w Eastbourne przez okres wojny, chociaż nie był uznawany przez innych lekarzy za odpowiedniego do systemu rezerw, w którym interniści leczyli pacjentów lekarzy powołanych do wojska. W 1941 roku uzyskał dyplom z anestezjologii. Pracując w miejscowym szpitalu jeden dzień w tygodniu, zdobył reputację partacza. Zasypiał podczas operacji, jadł ciasta, liczył pieniądze, a nawet mylił rurki z gazem znieczulającym, prowadząc do wybudzenia pacjenta lub sinicy. W 1943 roku zmarła jego matka.
Po latach plotek i umieszczeniu Adamsa w przynajmniej 132 testamentach swoich pacjentów, 23 lipca 1956 roku policja z Eastbourne otrzymała anonimowy telefon dotyczący śmierci. Wykonał go Leslie Henso, artysta wodewilowy, którego przyjaciółka, Gertrude Hullett, zmarła niespodziewanie podczas leczenia przez Adamsa.

## Dochodzenie policyjne
Dochodzenie zostało przejęte 17 sierpnia przez 2 policjantów z wydziału zabójstw policji londyńskiej. Starszy funkcjonariusz, inspektor Herbert Hannam ze Scotland Yardu był znany dzięki rozwikłaniu nikczemnych zabójstw w Teddington w 1953 roku. Asystował mu młodszy funkcjonariusz, podoficer Charles Hewett. W śledztwie skoncentrowano się tylko na przypadkach od 1946 do 1956 roku. Z 310 świadectw zgonu zbadanych przez patologa Francisa Campsa z brytyjskiego ministerstwa spraw wewnętrznych (Home Office), 163 zostały uznane za podejrzane. Wiele z nich zostało określone jako specjalne zastrzyki - robione z substancji, których Adams nie ujawniał pielęgniarkom zajmującym się jego pacjentami. Ponadto okazało się, że miał on w zwyczaju prosić pielęgniarki o opuszczenie pomieszczenia, zanim zrobił zastrzyk.

### Utrudnienia w prowadzeniu śledztwa
24 sierpnia Brytyjskie Towarzystwo Medyczne wysłało list do wszystkich lekarzy z Eastbourne, przypominający o obowiązywaniu tajemnicy lekarskiej również w trakcie przesłuchań policyjnych. Hannam nie był tym specjalnie zachwycony. Prokurator Generalny, Sir Reginald Manningham-Buller, który oskarżał we wszystkich sprawach o otrucie, skierował prośbę do sekretarza Brytyjskiego Towarzystwa Medycznego, dr Macrae, o zwolnienie lekarzy z obowiązku tajemnicy lekarskiej w tej konkretnej sprawie. Jednak przez wiele miesięcy policji nie udało się nic osiągnąć. Impas ciągnął się aż do 8 listopada, kiedy to prokurator generalny spotkał się z dr Macrae i w trakcie spotkania zdołał przekazać mu 187-stronicowe sprawozdanie Hannama dotyczące sprawy. Manningham-Buller przekazując dokumenty doktorowi Macrae miał nadzieję, że przekona go o wadze sprawy. Dr Macrae przedstawił raport przewodniczącemu Brytyjskiego Towarzystwa Medycznego i zwrócił go następnego dnia. Najprawdopodobniej skopiował raport i przesłał go oskarżonemu. Następnie dr Macrae osobiście skontaktował się z lekarzami z Eastbourne i poinformował prokuratora generalnego, że nie ma żadnych dowodów, które mogłyby potwierdzić zarzuty przeciwko Adamsowi. Tylko dwóch lekarzy ze wszystkich praktykujących w Eastbourne zdecydowało się na złożenie zeznań na policji.

### Spotkanie
1 października 1956 roku, kiedy to Hannam spotkał Adamsa, ten spytał: "Nie wierzysz w te wszystkie plotki, nieprawdaż?". W trakcie rozmowy Hannam wspomniał o podrobionej przez Adamsa recepcie. Adams stwierdził: "To było bardzo złe...Otrzymałem na to boskie przebaczenie". W trakcie spotkania Hannam napomknął również o zmarłych pacjentach Adamsa, którzy umierając przepisali mu część swojego spadku. Na ten zarzut Adams odpowiedział: " Większość z tego otrzymałem zamiast zapłaty. Nie chciałem pieniędzy. Jaki z nich pożytek?"

### Rewizja
24 listopada Hannam, Hewett i naczelnik wydziału dochodzeniowego z Eastbourne – inspektor Pugh, przeszukali dom Adamsa z nakazem wydanym na podstawie Ustawy o Niebezpiecznych Lekach z 1951 roku. Adams był zaskoczony: "Nic tu nie znajdziecie" powiedział. Hannam poprosił o Rejestr Niebezpiecznych Leków Adamsa - rejestr leków zamawianych i używanych. Adams odpowiedział: "Nie wiem co ma pan na myśli. Nie prowadzę rejestru." Faktycznie nie prowadził do 1949 roku.
Podczas rewizji, Adams otworzył szafkę kuchenną i wsunął coś do swojej kieszeni. Hannam i Pugh sprowokowali go i Adams pokazał im dwie buteleczki morfiny. Twierdził, że jedna jest dla pani Annie Sharpe, pacjentki i ważnego świadka, która umarła dziewięć dni wcześniej będąc pod jego opieką. Natomiast druga była przeznaczona dla pewnego pana Sodena, który umarł 17 września 1956 roku (chociaż rejestry farmaceutyczne wykazały później, że Soden nigdy nie miał przepisanej morfiny). Adams został później (po jego głównym procesie w 1957) oskarżony o utrudnianie rewizji, ukrywanie buteleczek i za nieprowadzenie Rejestru Niebezpiecznych Leków. W trakcie rewizji Adams zwrócił się do Hannama:
"Złagodzenie umierania nie jest wcale tak niegodziwe. Ona [Morrell] chciała umrzeć. To nie może być morderstwem. Niemożliwe jest oskarżanie lekarza."

### Seksualność
W grudniu policja zdobyła notatnik należący do dziennikarza Daily Mail, w którym znajdowały się zapiski dotyczące plotek o homoseksualizmie pomiędzy "funkcjonariuszem policji, sędzią i lekarzem". Ostatni bez wątpienia wskazywał na Adamsa. Ta informacja, według reportera, wyszła bezpośrednio od Hannama. 'Sędzią' był Roland Gwynne, burmistrz Eastbourne od 1929 do 1931 roku i brat Ruperta Gwynne, członka parlamentu Eastbourne od 1910 do 1924 roku. Gwynne był pacjentem Adamsa i odwiedzał go codziennie o 9 rano. Często jeździli na wspólne wakacje i tego września spędzili razem trzy tygodnie w Szkocji. 'Funkcjonariuszem policji' był naczelnik policji z Eastbourne, Richard Walker. Dzięki temu powiązaniu Hannam poświęcił mało czasu śledztwu (pomimo że homoseksualizm był przestępstwem w 1956 roku). Notatnik jest testamentem bliskich stosunków Adamsa z ludźmi liczącymi się w tamtych czasach w Eastbourne.

### Aresztowanie
Adams został aresztowany 19 grudnia 1956 roku, do tego czasu stał się najbogatszym lekarzem w Wielkiej Brytanii (w samym tylko 1955 roku zapłacił £1.000 podatku wyrównawczego). Gdy usłyszał zarzuty stwierdził: 
"Morderstwo...Morderstwo...Możecie dowieść, że to było morderstwo? [...] Nie sądzę, abyście potrafili to udowodnić. W każdym razie, ona i tak była umierająca".
Gdy był wyprowadzany z domu, uścisnął rękę swojej recepcjonistki i powiedział do niej: "spotkamy się w niebie". Przynajmniej w czterech sprawach Hannam zebrał dowody wystarczające do wniesienia oskarżenia. Były to sprawy: Clary Neil Miller, Julii Bradnum, Edith Alice Morrell i Gertrudy Hullett. Adams został uznany za winnego jednemu z zarzucanych mu czynów: morderstwa pani Morrell. Sprawa morderstwa pani Hullett (wraz z mężem) pozwoliła ustalić pewien powtarzający się schemat postępowania Adamsa.

### Wstępne przesłuchanie
Przesłuchanie wstępne odbyło się 14 stycznia 1957 roku w Lewes. Przewodniczącym Sądu Pokoju był Roland Gwynne, który z powodu bliskiej znajomości z Adamsem musiał wycofać się z prowadzenia tej sprawy. Przesłuchanie zostało zakończone 24 stycznia i po 5 minutowej naradzie, Adams został postawiony w stan oskarżenia. Najważniejszym dowodem w postępowaniu był czek, wystawiony na £1000, który zaginął zaraz po rozpoczęciu dochodzenia. Chociaż winowajca nie został znaleziony, Scotland Yard podejrzewał lokalnego deputowanego, inspektora z Eastbourne, o to, że celowo zgubił czek, aby pomóc Adamsowi.
Do czasu rozpoczęcia procesu 18 marca 1957 roku w Old Bailey oskarżenie ograniczono do sprawy pani Morrell. Sprawa Gertrudy Hullett została wycofana do ponownego rozpatrzenia i przygotowania do następnego, oddzielnego procesu. Trzy dni później weszła w życie nowa ustawa, która stanowiła, iż morderstwo przez otrucie nie jest przestępstwem, za które wymierzana jest kara śmierci, lecz Adams i tak podlegałby karze śmierci, gdyby został uznany za winnego. Jednakże w przypadku gdyby minister spraw wewnętrznych ułaskawił Adamsa, skazanie go na karę dożywotniego pozbawienia wolności byłoby dużo trudniejsze.

## Edith Alice Morrell
Jedną z pacjentek Adamsa była bogata wdowa Edith Alice Morrell. Przeszła ona udar mózgu, w wyniku którego pozostała częściowo sparaliżowana, dodatkowo cierpiała z powodu silnego artretyzmu. Pod opiekę Adamsa trafiła w lipcu 1948, kiedy to przeprowadziła się do Eastbourne. Adams, aby ulżyć jej cierpieniom i ułatwić zasypianie, podawał jej heroinę i morfinę. W trakcie procesu ustalono, że na dziesięć miesięcy przed śmiercią, Adams podał pani Morrell w sumie 1629 gramów barbituranów; 1928 gramów Sedormidu; 164 gramów morfiny oraz 139 i pół grama heroiny. Między 7 a 12 listopada 1949 roku, zgodnie z przepisanymi receptami, przyjęła ona 2624 mg morfiny oraz 2527 mg heroiny. Było to zdecydowanie więcej niż teoretycznie potrzeba było, aby ją zabić, uwzględniając nawet zwiększoną tolerancję na przyjmowane leki (dla kobiety w wieku ok. 50 lat, o wadze 75 kg odpowiednio przyjmuje się, że śmiertelna ilość morfiny wynosi 375–3750 mg na jedną dawkę i odpowiednio 75–375 mg heroiny na jedną dawkę).
Morell w swoim testamencie spisała kilka życzeń. Między innymi znalazła się tam duża suma pieniędzy oraz meble, które miały być przekazane na rzecz Adamsa. 24 sierpnia 1949 roku Morrell dodała do testamentu zapis, którym odebrała Adamsowi wszystko, co mu wcześniej zapisała. W rok i trzy miesiące później, 13 listopada 1950 roku, w wieku 81 lat, pani Morell zmarła w wyniku kolejnego udaru mózgu – według opinii Adamsa. W czasie badania ciała po śmierci Adams podciął jej żyły, aby jak twierdził, uzyskać pewność, że pacjentka nie żyje. Pomimo dodatkowego zapisu w testamencie, Adams otrzymał niewielką sumę z wartego £78000 majątku pani Morrell (jednak mniej niż otrzymała jedna z jej pielęgniarek i dużo mniej niż jej szofer), samochód Rolls-Royce Silver Ghost (wartego £1500) i zabytkowy kufer zawierający srebrne sztućce warte £276, które zawsze były przedmiotem pożądania lekarza. Po śmierci pani Morrell Adams zatrzymał sobie lampę na podczerwień wartą £60, którą to kupiła osobiście. Lampa ta została znaleziona w późniejszym czasie w jego sali operacyjnej. W dniu śmierci pani Morrell, Adams zorganizował kremację jej zwłok. W formularzu, który należało wypełnić przed kremacją stwierdził, że o ile mu wiadomo, śmierć zmarłej nie przyniesie mu żadnych korzyści pieniężnych. Była to nieprawda i chciał uniknąć konieczności przeprowadzenia sekcji zwłok. Tego samego wieczoru prochy pani Morrell zostały rozrzucone nad Kanałem Angielskim. W toku późniejszego dochodzenia udało się ustalić, że w trakcie leczenia Adams odwiedził chorą 321 razy i wystawił rachunki za 1100 wizyt, których łączny koszt wyliczył na £1674.

## Gertrude Hullett
W przeciwieństwie do Edith Morrell, Gertrude "Bobby" Hullett zmarła mając zaledwie 50 lat i nie cierpiała na żadną znaną chorobę somatyczną.
W przeszłości Adams zajmował się zarówno nią, jak i jej przyszłym mężem, Alfredem Johnem Hullettem (w czasach, gdy Gertrude i Alfred nie znali się nawzajem). Pewnego razu w latach 40. próbował przekonać Alfreda Hulletta, że ten pilnie potrzebuje operacji; Hullett poradził się jednak innego lekarza, który odkrył, że Adams wprowadził Hulletta w błąd i żadna operacja nie jest potrzebna. Mimo to Hullett nadal utrzymywał przyjacielskie stosunki z Adamsem. Jeśli chodzi o Gertrude Hullett, Adams poznał ją, gdy była wstrząśnięta przedwczesną śmiercią jej pierwszego męża Vaughana w 1950 roku; Adams zaczął przepisywać jej tabletki nasenne. Gertrude i Alfred poznali się właśnie przez Adamsa i po pewnym czasie pobrali się. W listopadzie 1955 r. Adams postawił diagnozę nowotworu w jamie brzusznej u Alfreda Hulletta i zaczął podawać mu morfinę. Alfred Hullett zmarł w marcu 1956, jednak nie na raka, a z powodu zakrzepicy naczyń wieńcowych.
Adams podawał Gertrude barbiturany. Twierdził później, że Gertrude mówiła mu, że pragnie popełnić samobójstwo. Kilka dni przed 20 lipca 1956 Gertrude zmieniła testament, zapisując Adamsowi swojego Rolls-Royce'a Silver Dawn wartego co najmniej 2900 ówczesnych funtów. Ponadto 17 lipca 1956 Gertrude wystawiła czek na 1000 funtów dla Adamsa, aby ten mógł kupić sobie samochód marki MG, rzekomo obiecany mu przez Alfreda Hulletta przed śmiercią. Adams wpłacił czek na swoje konto, czyniąc specjalne starania, aby czek został zaliczony na jego konto nie 21 lipca (taka byłaby normalna procedura), lecz już 19 lipca. Rankiem 20 lipca Gertrude została znaleziona w stanie śpiączki. Adams w rozmowie z lekarzem, który zajmował się wtedy Gertrude (doktorem Harrisem) ani wtedy, ani później w ogóle nie ujawnił, że Gertrude zażywała barbiturany. Zamiast tego postawił diagnozę zmian w tkance mózgowej jako przyczyny śpiączki.
21 lipca stan Gertrude pogorszył się i zaczęto jej podawać penicyliny ze względu na objawy zapalenia płuc. 21 lipca pobrano próbkę moczu (w dokumentacji dr Shera, lekarz pobierający niezbadaną jeszcze próbkę, zanotował: "sugeruję zbadać", "nadmierna ilość barbituranów"), jednak wyniki jej analizy zostały otrzymane dopiero 23 lub 24 lipca, po śmierci Gertrude; wskazywały na dawkę 7450 mg soli sodowej barbitalu, co z jednej strony stanowi dwukrotność dawki śmiertelnej, z drugiej strony znane są przypadki pacjentów z tego samego miasta z lat 1955-1957, którzy dzięki podaniu im bemegridu i daptazolu przeżyli większą dawkę barbituranów Również 21 lipca Adams zapytał kolegę, doktora Cooka w Princess Allie Hospital, o sposób leczenia zatrucia barbituranami, otrzymał dokładne instrukcje i zakupił porcję leku - bemegridu, jednak nie podał Gertrude tego leku, w każdym razie nie we właściwej dawce Co ciekawe, Cook zapamiętał, że rozmawiał z Adamsem o tym właśnie leku (bemegridzie) 19 lipca; a więc kilka godzin przed tym, jak Gertrude zapadła w śpiączkę od barbituranów
22 lipca rano Adams zadzwonił do koronera, aby ten dokonał prywatnej sekcji zwłok Gertrude; na pytanie koronera, kiedy pacjentka umarła, odpowiedział, że jeszcze nie umarła.
22 lipca Adams jednorazowo wstrzyknął Gertrude substancję, która jak twierdził była 10 cm3 bemegridu; jeśli Adams nie kłamał na temat substancji, którą wstrzyknął, podana dawka i tak była zbyt mała, by poprawić stan Gertrude (i dziesięciokrotnie mniejsza od ilości leku, którą dysponował).
23 lipca rano Adams podłączył Gertrude do tlenu. Gertrude zmarła niecałe półtorej godziny później.

## Proces
Adams był początkowo sądzony za morderstwo Edith Alice Morrell, z zamiarem oskarżenia go następnie o zamordowanie Gertrude Hullett. Proces trwał 17 dni i był to wtedy najdłuższy proces o morderstwo w Wielkiej Brytanii. Przewodniczył mu Patrick Devlin z Naczelnego Sądu Karnego. Devlin tak podsumował podstępną naturę tej sprawy: "Najciekawszą sytuacją, może jedyną w tych sądach, jest to, że morderstwo musi być udowodnione przez orzeczenie biegłego."
Obrońca Sir Frederick Geoffrey Lawrence QC - "specjalista w sprawach z zakresu nieruchomości i rozwodów [i] raczej obcy w sądzie karnym ", który po raz pierwszy występował jako obrońca w sprawie o morderstwo - przekonał ławę przysięgłych, że nie było żadnych dowodów na to, że morderstwo zostało popełnione, a jeszcze mniej na to, że zostało ono popełnione przez Adamsa. Podkreślił, że akt oskarżenia został oparty głównie na zeznaniach pielęgniarek, które opiekowały się panią Morrell - i że żaden z dowodów świadków nie pasował do innych. Dodatkowo tylko Arthur Henry Douthwaite, jeden z dwóch biegłych medycznych oskarżenia był przygotowany, aby stwierdzić, że morderstwo na pewno zostało popełnione i Lawrence był w stanie udowodnić, że biegły nie był całkowicie rzetelny. Natomiast świadek obrony John Harman był nieugięty twierdząc, że leczenie Adamsa, choć nietypowe, nie było lekkomyślne.
Adams nie zeznawał jako świadek, co zszokowało zarówno oskarżenie jak i prasę. Oskarżenie nie mogło przedstawić dowodów ze sprawy Gertrude Hullett – i dlatego pielęgniarka, która opiekowała się z Adamsem panią Hullett nie mogła zostać wezwana, aby powtórzyć swoje słowa przed Adamsem w czerwcu 1956 roku: "Czy rozumie pan, doktorze, że pan ją zabił?"
Kiedy ława przysięgłych oddaliła się, aby przedyskutować werdykt, najwyższy sędzia Naczelnego Sądu Karnego Rayner Goddard zadzwonił do Devlina aby przekonać go, że w wypadku gdyby Adams został uznany za niewinnego, wypuścić go za kaucją zanim będzie sądzony po raz drugi za morderstwo Gertrude Hullett. Devlin był zaskoczony, ponieważ nigdy przedtem osoba oskarżona o morderstwo nie była wypuszczona za kaucją w historii brytyjskiego prawa. Co ważne podczas przesłuchania przed procesem widziano Goddarda na obiedzie z Rolandem Gwynne w hotelu White Hart w Lewes. Goddard, jako najwyższy sędzia Naczelnego Sądu Karnego, wyznaczył już do tego czasu Devlina jako sędziego w sprawie Adamsa. 15 kwietnia 1957 roku, po 44 minutach obrad, ława przysięgłych uznała Adamsa za niewinnego.

## Powody ingerencji
- sytuacja Krajowej Służby Zdrowia: Sprawa była "bardzo ważna dla pracowników służby zdrowia"[22]. Narodowa Służba Zdrowia została założona w 1948 roku, ale do 1956 roku osiągnęła finansową granicę wytrzymałości i lekarze byli zniechęceni. W lutym 1957 roku utworzono Komisję Rządową w sprawie płac lekarskich. Lekarz skazany na śmierć przepełniłby miarę i sprawiłby, że lekarze nie chcieliby pracować, skoro mogliby zostać powieszeni za zwykłe przepisanie leków. Ponadto zrujnowałoby to również publiczne zaufanie do służby zdrowia i ówczesnego rządu[1]. Sytuacja była tak napięta, że kiedy Harold Macmillan 10 stycznia 1957 roku został premierem powiedział Królowej Elżbiecie II, że nie gwarantuje, iż jego rząd przetrwa "sześć tygodni"[23].

- kryzys sueski: 26 lipca 1956 roku prezydent Egiptu Gamal Abdel Naser ogłosił nacjonalizację Kanału Sueskiego. Wielka Brytania i Francja były przeciwne. 30 października wydano ultimatum. Następnego dnia rozpoczęło się bombardowanie. 5 listopada Wielka Brytania i Francja zaatakowały. Jednakże bez wsparcia ze strony Stanów Zjednoczonych Wielka Brytania była zmuszona wycofać się do 24 grudnia. W styczniu 1957 roku premier Anthony Eden zrezygnował, a jego następcą został Harold Macmillan. Los Adamsa splótł się przez to z losem chwiejącego się rządu[1].

- powiązanie z Haroldem Macmillanem: 26 listopada 1950 roku the Edward Cavendish, 10. książę Devonshire miał zawał serca. Adams opiekował się nim i był przy nim w chwili śmierci, 13 dni po śmierci pani Morrell[1]. Powinno było się powiadomić koronera, jako że od 14 dni przed śmiercią księcia nie widział go lekarz. Jednak poprzez lukę w prawie Adams, chociaż obecny przy śmierci, mógł podpisać świadectwo zgonu, aby stwierdzić, że książę umarł w sposób naturalny. Siostra księcia była żoną Harolda Macmillana. Macmillan, który został premierem w 1957 roku podczas przygotowania do procesu, miał dobry powód, aby ta sprawa nie była dalej badana: jego żona miała od 1930 roku romans z Robertem Boothby, konserwatywnym parlamentarzystą East Aberdeenshire. Uniewinnienie Adamsa zapewniłoby, że to co było, minęło[1]. Warto również zauważyć, że minister sprawiedliwości, Manningham-Buller, regularnie uczestniczył w posiedzeniach Rady Ministrów.

### Podejrzane sprawy
Warto zacytować niektóre z zeznań zebranych przez Hannama podczas dochodzenia, które nigdy nie zostały wypowiedziane w sądzie. Wziąwszy je wszystkie razem, sugerują one modus operandi, czyli pewien sposób działania:
- Sierpień 1939 - Adams prowadził leczenie Agnes Pike. Jednak jej radcy prawni zaniepokojeni ilością leków nasennych podawanych jej przez Adamsa, poprosili lekarza, doktora Mathew, żeby przejął leczenie. Doktor Mathew zbadał Agnes Pike w obecności Adamsa, lecz nie mógł stwierdzić żadnej choroby. Co więcej, pacjentka znajdowała się pod wpływem dużej ilości leków, była niespokojna, a jej organizm był bardzo wyniszczony. Później, podczas badania, Adams nieoczekiwanie podążył w stronę pacjentki, po czym zrobił pani Pike zastrzyk z morfiną. Gdy zapytano go, dlaczego to zrobił, odpowiedział, że z powodu jej nadpobudliwości. Doktor Mathew odkrył, iż Adams zakazał wszystkim krewnym jakichkolwiek kontaktów z panią Pike. Doktor Mathew wycofał lekarstwa podawane przez Adamsa i po ośmiu tygodniach jego opieki Agnes Pike była w stanie robić sama zakupy i odzyskała w pełni swe zdolności.
- 24 grudnia 1946 - Emily Louise Mortimer zmarła w wieku 75 lat. Adams zabrał z jej pokoju butelkę brandy oraz zegar. Przesłuchiwany przez policję utrzymywał, że pożyczył ów zegar i że nie powinno się zostawiać napojów alkoholowych w domu opieki nad starszymi osobami. Adams otrzymał spadek oczyszczony z długów z woli Mortimer oraz do 1957 roku zarobił £1950 w dywidendach z akcji, które odziedziczył.
- 23 lutego 1950 - Amy Ware zmarła w wieku 76 lat. Przed jej śmiercią Adams zakazał widywać się jej z krewnymi. Zostawiła mu ona £1000 ze swojego majątku szacowanego na £8993. Podczas kremacji Adams zaprzeczył jakoby miał być beneficjentem jej testamentu, za co ukarano go grzywną i skazano w 1957 roku.
- 28 grudnia 1950 - Annabelle Kilgour zmarła w wieku 89 lat. Adams odwiedzał ją od lipca, od momentu gdy miała zawał. 23 grudnia zapadła ona w śpiączkę, zaraz po tym jak Adams zaczął podawać jej środki uspokajające. Wmieszana w to pielęgniarka powiedziała później policji, iż była prawie pewna, że albo Adams podał nieodpowiedni zastrzyk albo podał go w zbyt skoncentrowanej formie. Pani Kilgour zostawiła Adamsowi £200 oraz wspomniany już zegar.
- 3 stycznia 1952 - Adams nabył 5000 tabletek phenobarbitonu. Do tego czasu jego dom był przeszukiwany przez 4 lata, lecz niczego nie znaleziono.
- 11 maja 1952 - Julia Bradnum zmarła w wieku 85 lat. Rok wcześniej Adams spytał o zgodność testamentu z jej wolą oraz zaoferował towarzyszyć jej w drodze do banku, aby to sprawdzić. Podczas potwierdzania zgodności testamentu Adams wskazał, iż Julia Bradnum nie przypisała swym beneficjentom „adresów” i musi przepisać testament. Pani Bradnum chciała pozostawić swój dom adoptowanej córce, lecz Adams zasugerował, iż najlepiej byłoby go sprzedać, a później przekazać pieniądze komukolwiek by tylko zechciała. Tak właśnie uczyniła. Ostatecznie Adams otrzymał £661. Podczas dotrzymywania pacjentce towarzystwa, Adams często trzymał ją za rękę i mówił do niej uklęknąwszy na jednym kolanie. W przededniu śmierci, Bradnum robiła porządki domowe i spacerowała po okolicy. Następnego ranka obudziła się ze złym samopoczuciem. Wezwano wówczas Adamsa, aby ją zobaczył. Dał jej zastrzyk i stwierdził, że za 3 minuty będzie po wszystkim. Tak też się stało. Wtem Adams powiedział, iż obawia się, że pani Brandum nie żyje i opuścił pokój. Bradnum została ekshumowana 21 grudnia 1956 roku. Adams stwierdził na akcie zgonu, iż Bradnum zmarła wskutek wylewu krwi do mózgu. Jednakże Francis Camps zbadał jej mózg, po czym wykluczył takową możliwość. Reszta ciała nie nadawała się na przeprowadzenie sekcji zwłok, która pozwoliłaby na wyjaśnienie przyczyny śmierci Julii Bradnum. Następnie zauważono, iż Adams będący egzekutorem, umieścił tabliczkę na trumnie podającą datę śmierci Bradnum 27 maja 1952 roku, podczas gdy tego dnia ciało jej zostało pochowane.
- 22 listopada 1952 - Julia Thomas, 72 lata, leczyła się u Adamsa (nazywanego przez nią "Bobbums") na depresję wynikającą ze śmierci jej ukochanego kota. 19 listopada Adams podał jej środki uspokajające, aby mogła poczuć się lepiej nazajutrz. Następnego dnia, po zwiększonej dawce tabletek, pacjentka zapadła w śpiączkę. 21 listopada Adams powiedział kucharzowi pani Thomas, iż rzekomo obiecała mu podarować maszynę do pisania i że najlepiej będzie jeśli weźmie ją od razu. Julia Thomas zmarła o 3 następnego ranka.
- 15 stycznia 1953 - Hilda Neil Miller, 86 lat, zmarła w pensjonacie, gdzie mieszkała wraz z siostrą Clarą. Wcześniej żadna z nich nie otrzymywała poczty przez wiele miesięcy, a także zostały całkowicie odseparowane od swych krewnych. Gdy długoletnia przyjaciółka Hildy, Dolly Wallis, pytała Adamsa o zdrowie Hildy, ten odpowiadał używając wyłącznie terminów medycznych, tak aby niczego nie zrozumiała. Podczas odwiedzin u Hildy, Adamsa widziała jej pielęgniarka, Phyllis Owen, jak zbierał on jej przedmioty, sprawdzał je, po czym wkładał do swojej kieszeni. Adams sam zorganizował pogrzeb Hildy.
- 22 lutego 1954 - Clara Neil Miller zmarła w wieku 87 lat. Adams często zamykał drzwi na klucz, gdy ją odwiedzał – na 20 minut za każdym razem. Gdy Dolly Wallis pytała o przyczynę takiego postępowania, Clara odpowiadała, że Adams pomaga jej w osobistych czynnościach, jak przypinanie broszek, poprawianie sukienki, itd. Jego ręce działały na nią kojąco. Clara Miller wyglądała na osobę pod wpływem narkotyków. Na początku lutego, najzimniejszego od wielu lat, Adams siedział z nią w pokoju przez 40 minut. Wówczas do pokoju weszła niezauważenie pielęgniarka i ujrzała " otwarte okno, a w pokoju ubrania Clary przerzucone przez barierkę łóżka oraz jej ciało obwinięte dookoła sukienką, podczas gdy Adams czytał jej fragmenty Biblii. Później w rozmowie z Hannamem o tamtym wydarzeniu, Adams odpowiadał, że "osoba, która to widziała nie wie, dlaczego to zrobiłem". Clara zostawiła Adamsowi £1275, zaś po jej śmierci uzyskał on jeszcze £700 od jej spadkobierców. Adams zorganizował pogrzeb pani Miller, i wyłącznie on wraz z właścicielką pensjonatu Annie Sharpe, był on obecny na tymże pogrzebie. Pani Sharpe otrzymała w spadku £200. Po ceremonii Adams podarował pastorowi Gwineę (1,05 funta szterlinga). Clara była także ekshumowana podczas policyjnego dochodzenia dnia 21 grudnia 1956 roku. Francis Camps wywnioskował, iż pani Miller cierpiała na odoskrzelowe zapalenie płuc spowodowane prawdopodobnie zbyt dużą ilością leków, nie zaś na atak serca jak zapisał Adams w akcie zgonu. Z recept wynikało, iż Adams nigdy nie przepisywał pacjentce lekarstw na odoskrzelowe zapalenie płuc.
- 30 maja 1955 - James Downs, szwagier Amy Ware, zmarł w wieku 88 lat. Trafił on do domu starców za złamaną kostką 4 miesiące wcześniej. Adams leczył go środkiem uspokajającym zawierającym morfinę, która powodowała zaniki pamięci. 7 kwietnia Adams podał mu tabletkę w celu pobudzenia go. Dwie godziny później przybył radca prawny w celu naniesienia zmian w testamencie Downsa. Adams powiedział radcy prawnemu, iż on (Adams) ma zostać spadkobiercą i odziedziczyć £1000. Radca prawny zmienił testament, po czym powrócił 2 godziny później z innym lekarzem, doktorem Barkworthem, który uznał pacjenta za świadomego. Oczywiście zapłacono doktorowi Barkworthowi za to oświadczenie. Pielęgniarka Miller przyznała później policji, iż słyszała jak Adams mówił zniedołężniałemu Downsowi „Teraz popatrz Jimmy, obiecałeś mi… mógłbyś zważyć też na mnie, gdyż widzę, że nie wspomniałeś o mnie w swoim testamencie.” „ Nigdy nie chciałem od ciebie zapłaty”.” Downs zmarł po przebywaniu 36 godzin w śpiączce, 12 godzin po ostatniej wizycie Adamsa. Adams otrzymał £216 od spadkobierców Downsa, a także podpisał formularz kremacji, zaznaczając, iż nie miał on żadnego interesu finansowego związanego ze śmiercią Downsa.
- 14 marca 1956 - Alfred John Hullett zmarł w wieku 71 lat. Był on mężem Gertrude Hullett. Niedługo po jego śmierci, Adams udał się do apteki po roztwór morfiny do użytku podskórnego zawierającego 5 mililitrów morfiny w imieniu pana Hulletta. Wnioskując z recepty specyfik ten był przepisany na poprzedni dzień. Policja snuła przypuszczenia, iż Adams nabył morfinę, aby pokryć stratę tej morfiny, którą podał Hullettowi z własnych zapasów. John Hullett pozostawił Adamsowi w swym testamencie £500.
- 15 listopada 1956 - Annie Sharpe, właścicielka pensjonatu, w którym zmarła Neil Miller, a co za tym idzie, najważniejszy świadek, zmarła na rakowatość prosówkową jamy otrzewnej, jak wykazało dochodzenie policji. Adams zdiagnozował raka kilka dni wcześniej i sporządził receptę na morfinę dla pani Sharpe oraz 36 tabletek petydyny. Hannam miał okazję przesłuchać Anne Sharpe, niestety nigdy nie udało mu się przesłuchać jej w sądzie. Ciało jej zostało zaś skremowane.

## Po uniewinnieniu
W następstwie procesu Adams zrezygnował z członkostwa w Narodowym Funduszu Zdrowia oraz został obciążony ośmioma zarzutami fałszowania recept, czterema zarzutami wydawania fałszywego orzeczenia na formularzach kremacyjnych i trzema zarzutami łamania Ustawy o Lekach Niebezpiecznych (1951), a także został ukarany grzywną w wysokości £2.400 plus koszty. 22 października 1957 roku został wykreślony z Rejestru Medycznego.
Zaraz po procesie Percy Hoskins, główny reporter kryminalny gazety Daily Express, zabrał Adamsa do kryjówki, w której spędził najbliższe dwa tygodnie opisując historię swojego życia. Hoskins zaprzyjaźnił się z Adamsem podczas procesu i był jedynym znaczącym dziennikarzem, który wątpił w jego winę. Adams otrzymał za wywiad £10.000, jednakże nigdy nie wydał tych pieniędzy – po jego śmierci znaleziono całą, nietkniętą sumę w bankowym skarbcu. W tamtym czasie Adams sukcesywnie zaskarżał kolejne gazety o zniesławienie. Powrócił do Eastbourne, gdzie kontynuował prywatną praktykę pomimo powszechnie panującego w mieście przekonania, że mordował ludzi. Jednakże jego przyjaciele i pacjenci nie podzielali tej opinii. Wyjątek stanowił Roland Gwynne, który po procesie wyraźnie odsunął się od Adamsa.
Po dwóch odrzuconych wnioskach, Adams został w końcu przywrócony na stanowisko lekarza pierwszego kontaktu w 1961 roku. Umożliwienie mu wznowienia kariery medycznej zasugerowali koledzy po fachu, którzy nie uważali go ani za mordercę, ani za niekompetentnego czy zaniedbującego swoje obowiązki lekarza. Jednakże, kiedy w sierpniu 1962 roku wystosował wniosek o przyznanie mu wizy do Stanów Zjednoczonych, został on odrzucony ze względu na wyrok dotyczący niebezpiecznych leków.
Adams został później prezydentem (i Honorowym Przedstawicielem Medycznym) brytyjskiego Clay Pigeon Shooting Association (stowarzyszenia zajmującego się strzelaniem do rzutków).
Roland Gwynne zmarł 15 października 1971 roku. Adams podpisał jego akt zgonu.
W 1985 roku sędzia Sir Patrick Devlin napisał książkę o procesie. Stwierdził w niej, że Adams mógł być "najemnym wykonawcą eutanazji", ale chociaż był pełen współczucia, to równocześnie zachłanny i "przygotowany do sprzedawania śmierci". Należy jednak zauważyć, że Delvin miał dostęp jedynie do informacji dotyczących przedłożonego mu oskarżenia (Morrell). Z kolei Pamela Cullen, pierwszy historyk, który uzyskał dostęp do archiwów policyjnych, nie ma wątpliwości, że Adams był seryjnym mordercą.

## Śmierć
30 czerwca 1983 roku podczas strzelania w mieście Battle w East Sussex, Adamsowi wyskoczyło i złamało się biodro. Został zabrany do szpitala w Eastbourne, ale rozwinęło się u niego zapalenie w obszarze klatki piersiowej i zmarł 4 lipca w wyniku niewydolności lewej komory. Pozostawił majątek o wartości £402.970 i zapisał tysiąc funtów Percy'emu Hoskinsowi. Hoskins przekazał pieniądze na cele charytatywne. Adams otrzymywał spadki do samego końca.

## Sprawa Adamsa w literaturze i filmie
- Sybille Bedford, The Trial of Dr. Adams. Grove Press, 1958
- Marshall Cavendish, Murder Casebook 40 Eastbourne's Doctor Death, 1990
- Pamela V. Cullen, A Stranger in Blood: The Case Files on Dr John Bodkin Adams, London, Elliott & Thompson, 2006, ISBN 1-904027-19-9
- Percy Hoskins, Two men were acquitted: The trial and acquittal of Doctor John Bodkin Adams, 1984
- Patrick Devlin Easing the passing: The trial of Doctor John Bodkin Adams, 1985
- Rodney Hallworth, Mark Williams, Where there's a will... The sensational life of Dr John Bodkin Adams, 1983, Capstan Press, Jersey ISBN 0-946797-00-5
- John Surtees, The Strange Case of Dr. Bodkin Adams: The Life and Murder Trial of Eastbourne's Infamous Doctor and the Views of Those Who Knew Him, 2000
- The Good Doctor Bodkin Adams, paradokument telewizyjny (1986) na podstawie procesu Adamsa; rolę oskarżonego zagrał Timothy West.